# Guaram II de Iberia
Guaram II (en georgiano: გუარამ II), de la dinastía Guarámida, fue príncipe presidente de Iberia (Kartli, Georgia oriental) de 684/5 a c. 693.
Era duque hereditario (eristavi) de Klarjeti y Javakheti, y adquirió el cargo de príncipe presidente de Iberia cuándo su predecesor, Adarnase II de la dinastía cosroida murió luchando contra los jázaros en 684/5. Alrededor del año 689, después de una campaña bizantina exitosa contra el Califato, Guaram transfirió su lealtad al emperador Justiniano II y le fue conferido el título de curopalates. Tuvo que haber sido sucedido por su hijo o nieto Guaram III poco antes de 693, el año en que los árabes lograron tomar el Cáucaso con la ayuda de sus aliados jázaros e introdujeron su dominiio directo a través de su virrey (wali) en Dvin.